# Zlatko Jankov
Zlatko Jankov (på bulgarsk: Златко Янков) (født 7. juni 1966 i Burgas, Bulgarien) er en tidligere bulgarsk fodboldspiller, der spillede som defensiv midtbanespiller. Han repræsenterede på klubplan adskillige hjemlige og udenlandske klubber, blandt andet Naftex Burgas, Levski Sofia, Real Valladolid og Beşiktaş JK.
For Bulgariens landshold nåede Jankov at spille hele 80 kampe. Han var en del af holdet der sensationelt nåede semifinalerne ved VM i 1994 i USA, og deltog også ved både EM i 1996 og VM i 1998.